# What's Brewin', Bruin?
What's Brewin', Bruin? (1948) est un cartoon réalisé par Chuck Jones et mettant en scène les 3 ours.

## Synopsis
Après avoir perdu aux cartes à la suite d'un mauvais renseignement de Junyer, Henry décide qu'il est temps d'hiberner
Henry est tout d'abord dérangé par les grincements du berceau de Junyer, puis par les ronflements de Ma, avant de partager son lit avec son fils qui a, entretemps, cassé son berceau. Junyer, pris par l'habitude, bouge dans le lit avant d'être dérangé par une fuite d'eau. Malgré cela, la goutte parcourt un dur chemin avant de réveiller à nouveau Henry. Après avoir envoyé Junyer boucher le trou, le papa ours termine trempé lorsque la couche qui bouche le trou explose. Henry est dérangé ensuite par Ma qui ouvre sans arrêt une fenêtre avant de frapper Junyer qui l'a pris pour un bonhomme de neige (La neige ayant recouvert Henry). Le malchanceux ours, à la suite d'un éternuement, est coiffé d'une tête d'orignal avant d'être poursuivi finalement par Junyer et Ma., lorsque tout semble arrangé, Henry s'aperçoit qu'il n'a pas dormi pendant tout l'hiver avant de lancer un formidable « SILENCE !!! ».